# بيلي هاسيت
بيلي هاسيت (بالإنجليزية: Billy Hassett)‏ مواليد 21 أكتوبر 1921 - الوفاة 15 نوفمبر 1992، كان لاعب كرة سلة أمريكي. بدأ مسيرته الاحترافية في سنة 1946. بلغ طوله 5 قدم 11 بوصة (1.8 م). اعتزل اللعب في 1951. فاز بلقب دوري إن بي إيه.

## المسيرة الاحترافية
لعب مع أتلانتا هوكس في موسم 1946–1947، ثم لعب مع لوس أنجلوس ليكرز في موسم 1949–1950، ثم لعب مع بالتيمور باليتس في موسم 1950–51 .

## روابط خارجية
- بيلي هاسيت على موقع إن بي أي (الإنجليزية)
- بيلي هاسيت على موقع سبورتس رفرنس (الإنجليزية)
- بيلي هاسيت على موقع ريلجم (الإنجليزية)
- بيلي هاسيت على موقع بروبوليرز (الإنجليزية)
- بيلي هاسيت على موقع سبورتس رفرنس (الإنجليزية)